# Animaletti pericolosi
Animaletti pericolosi (The Trouble with Tribbles) è il quindicesimo episodio della seconda stagione della serie televisiva di fantascienza Star Trek. Scritto da David Gerrold e diretto da Joseph Pevney, è stato trasmesso per la prima volta il 29 dicembre 1967. In questo episodio, dal tono insolitamente comico per la serie televisiva, l'equipaggio della nave stellare Enterprise visita la stazione spaziale K-7 che presto viene invasa da piccole creature pelose assai prolifiche chiamate "triboli" (in inglese tribbles).
La sceneggiatura dell'episodio è stata scritta da David Gerrold e supervisionata da D.C. Fontana e George Rutter. L'episodio è stata la prima sceneggiatura venduta da David Gerrold e ha visto insolitamente molte versioni prima di arrivare sullo schermo. C'è chi sostiene che l'episodio sia ispirato al racconto Pigs Is Pigs di Ellis Parker Butler ma ci sono molte similitudini anche con parte del racconto L'invasione dei gattopiatti (The Rolling Stones), tanto da portare i produttori a contattare l'autore Robert A. Heinlein.
Animaletti pericolosi è considerato un classico e il più celebre episodio della serie televisiva degli anni sessanta e dell'intero franchise di Star Trek anche al di fuori della comunità di Star Trek, tanto da essere stato omaggiato e citato in più occasioni. Altrettanto celebri sono divenuti gli "animaletti" del titolo italiano, i tribbles ("triboli") del titolo originale, sorta di batuffoli pelosi ermafroditi enormemente prolifici, il cui "trillo" è considerato rilassante per gli umani ma repellente per i Klingon.
Dell'episodio esistono due sequel: Animaletti pericolosi (More Tribbles, More Troubles), trasmesso nel 1973 come quinto episodio della prima stagione della serie televisiva animata Star Trek, e Animaletti pericolosi (Trials and Tribble-ations), trasmesso nel 1996 come sesto episodio della quinta stagione della serie televisiva Star Trek: Deep Space Nine, quest'ultimo realizzato per celebrare il trentennale del franchise.

## Trama
L'Enterprise è stata chiamata sulla stazione spaziale K-7 dal segretario Nilz Baris con la richiesta di mettersi a guardia di una spedizione di grano quadrotritticale. Il capitano Kirk si dimostra però infastidito dall'abuso da parte di Baris della chiamata di soccorso ad alta priorità per una questione apparentemente banale e la degna di poca attenzione. All'equipaggio dell'Enterprise viene così assegnata della franchigia sulla stazione e lo stesso avviene per quello di un incrociatore klingon al comando del capitano Koloth.
Il commerciante Cyrano Jones arriva alla stazione portando con sé della merce da vendere, tra cui alcune palline pelose chiamate triboli, donandone uno al tenente Uhura, che lo porta a bordo dell'Enterprise. Sia sull'Enterprise che sulla stazione i triboli iniziano a riprodursi rapidamente. Gli animaletti emettono suoni rassicuranti e sono amati dall'equipaggio dell'Enterprise, compreso lo stoico Spock, tuttavia i triboli si agitano emettendo suoni stridenti, disgustati quando vengono avvicinati ai Klingon.
Sulla stazione un Klingon ubriaco insulta il capitano Kirk e il suo equipaggio davanti a Scott, che reagisce soltanto quando l'alieno insulta l'Enterprise, scaturendone una rissa che coinvolge tutti gli astanti del bar della stazione, Klingon ed equipaggio della Flotta Stellare compresi. L'accaduto costringe Kirk a cancellare il congedo, mentre Baris si dimostra terrorizzato dalla possibile interferenza dei Klingon con il progetto del grano e sospetta che Jones sia un agente Klingon.
Il dottor McCoy e Spock sono preoccupati che il numero crescente di triboli minacci di consumare tutto il cibo a bordo dell'Enterprise. Kirk si rende conto che i triboli sulla stazione potrebbero rappresentare una minaccia per il carico di grano, ma è già troppo tardi: quando Kirk apre un silos di grano, viene sepolto da triboli che hanno divorato il quadrotritticale. Ma Spock e McCoy scoprono che molti dei triboli presenti nella stiva sono morti o stanno morendo, poiché il grano è avvelenato.
Infuriato, Baris minaccia di deferire Kirk alla corte marziale, mentre un altrettanto indignato Koloth pretende delle scuse da Kirk per quello che considera un trattamento irrispettoso del suo equipaggio. Ma la discussione viene interrotta quando l'assistente di Baris, Arne Darvin, entra nella stanza e i triboli reagiscono come in presenza di un Klingon. McCoy scopre così che Darvin è un Klingon in incognito, camuffato da umano. Smascherato, Darvin si vede costretto a confessare di aver avvelenato il grano.
A Jones viene ordinato di rimuovere tutti i triboli presenti nella stazione (un compito che Spock stima richiederà 17,9 anni), altrimenti potrebbe venire accusato di trasporto di forme di vita pericolose. Poco prima della partenza dei Klingon, tutti i triboli a bordo dell'Enterprise vengono teletrasportati sull'incrociatore Klingon da Scott, risolvendo così in un sol colpo il problema del sovrappopolamento degli animaletti.

## Produzione

### Sceneggiatura
Gerrold è stato un fan di fantascienza fin dall'infanzia. Quando Star Trek venne trasmesso per la prima volta, era convinto che sarebbe diventato qualcosa di simile a Lost in Space, che ha descritto come "un'ora e mezza di spazzatura a colori che arriva in un milione di case". La prima versione della sua storia venne spedita a Star Trek dopo che il suo agente gli aveva suggerito di attendere che la serie fosse iniziata con la teoria che lo spettacolo avrebbe potuto eliminare un episodio esistente in favore di una sceneggiatura migliore. La storia venne inizialmente intitolata Tomorrow Was Yesterday (da non confondere con l'episodio Tomorrow Is Yesterday, distribuito in italiano come Domani è ieri) e riguardava l'incontro dell'Enterprise con un'astronave generazionale che era diventata un sistema di classi a due livelli. Il suo agente ricevette una lettera di rifiuto dal produttore Gene L. Coon datata 3 ottobre 1966. La lettera affermava che la "storia non è inadeguata. È a tutti gli effetti molto adeguata". Proseguiva affermando che avrebbe richiesto un budget più alto di quanto disponibile in televisione a quel tempo, ma sarebbe potuta diventare un buon film. Coon offrì a Gerrold di incontrarsi e spiegargli che cosa stavano cercando, perché in quel momento non stavano comprando sceneggiature.

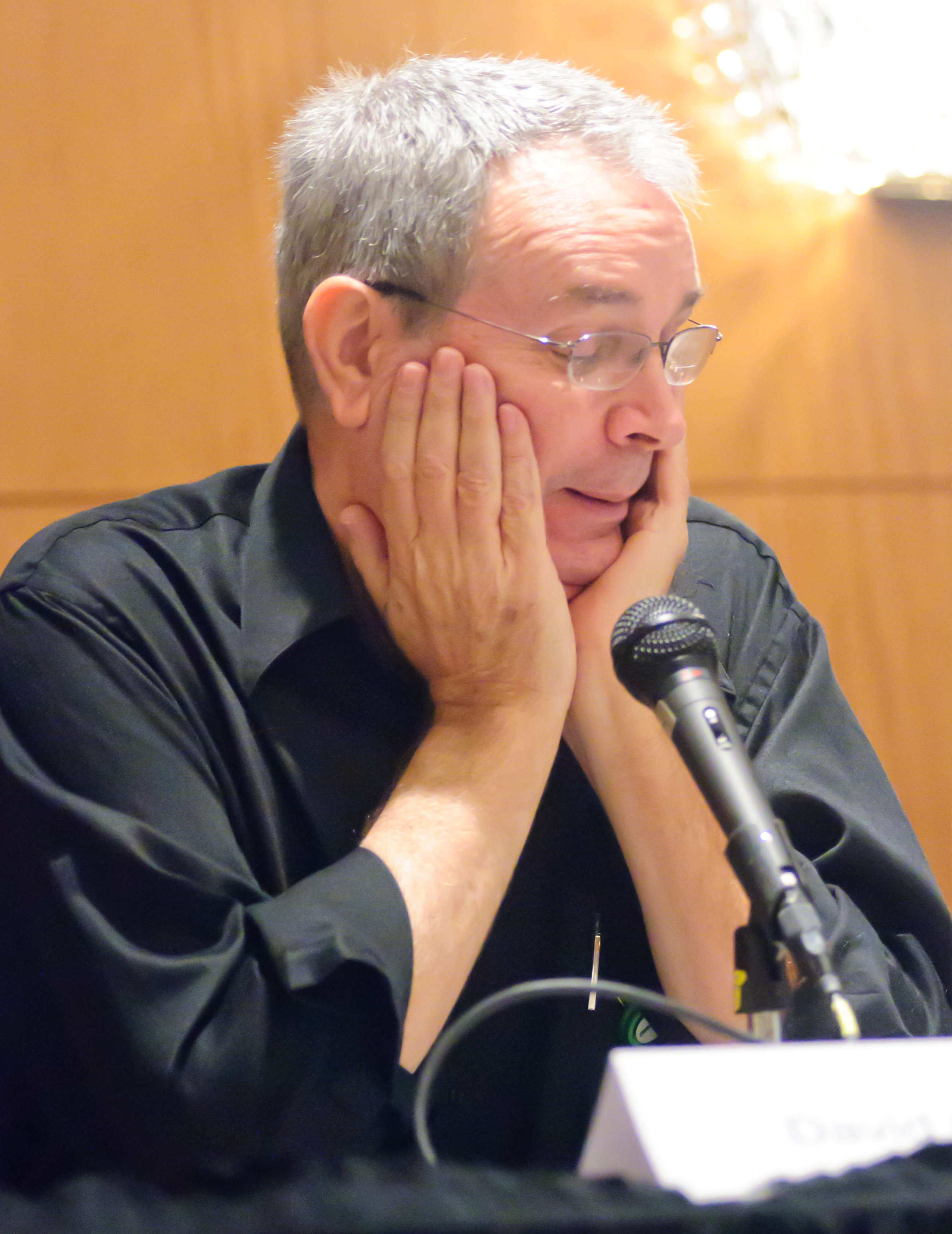
David Gerrold, autore della sceneggiatura di Animaletti pericolosi, nel 2010

Coon suggerì a Gerrold di attendere fino al febbraio successivo per vedere se lo spettacolo sarebbe stato rinnovato per una seconda stagione. I due discussero anche di diverse idee per la storia, tra cui quella di alcune piccole creature pelose in grado di riprodursi troppo velocemente. Coon pensava che sarebbe stata un'idea carina, ma sarebbe stata troppo costosa in quanto si sarebbe dovuta costruire ogni creatura. In preparazione della presentazione per la seconda stagione, a gennaio Gerrold mise assieme cinque proposte di episodi da sottoporre. Aveva riposto le sue speranze soprattutto nelle due sceneggiature intitolate Bandi e The Protracted Man, ma decise invece di sottoporre la quinta storia, nonostante fosse stata inizialmente rifiutata da Coon, che venne inizialmente intitolata The Fuzzies ("I batuffoli"). L'idea era basata sulla piaga dei conigli in Australia del 1859, la cui importazione in un territorio totalmente privo di loro predatori, ne causò una crescita esponenziale incontrollata.
La premessa iniziale ambientava la storia su di una stazione spaziale, così da evitare l'impatto ecologico che le creature avrebbero avuto su di un pianeta. Ad ogni modo l'agente di Gerrold era preoccupato che la necessità di costruire una miniatura della stazione e i set aggiuntivi avrebbe reso il tutto troppo costoso per un singolo episodio. A causa di ciò Gerrold modificò la storia così da ambientare l'azione in una colonia su di un pianeta alieno. In questa versione le creature entravano in un deposito di grano avvelenato, ma venivano omessi i Klingon e Cyrano Jones si chiamava Cyrano Smith. Le cinque sceneggiature vennero sottoposte alla produzione dall'agente di Gerrold nel febbraio del 1967, ricevendo risposta nel giugno successivo. Al tempo la serie aveva già acquistato troppe sceneggiature per la seconda stagione, ma la supervisore D.C. Fontana suggerì che la produzione avrebbe dovuto acquistare la storia di Gerold assegnandola a uno staff di scrittori, perché era migliore di altre storie che avevano già in mano.
Al tempo in cui era in contatto con Coon, Gerrold era appena stato assunto alla CBS in qualità di dattilografo per lavorare su sceneggiature quali ad esempio il pilota di Hawaii Squadra Cinque Zero (Hawaii Five-O). Non appena ricevuta risposta, lasciò il lavoro. Coon incontrò ancora Gerrold, rivelandogli che il network aveva appena fatto richiesta di ulteriori episodi ambientati su altri pianeti. Coon chiese così a Gerrold di lavorare su un'altra versione della storia. Questa versione vide l'aggiunta dei Klingon, e spostò l'azione dal pianeta alla stazione spaziale. Durante una visita sul set, Gerrold ebbe l'opportunità di parlare con Leonard Nimoy chiedendogli un consiglio su come scrivere le parti per Spock, gli venne inoltre consentito di visionare i giornalieri di ogni giornata di riprese dell'episodio La macchina del giudizio universale (The Doomsday Machine), le cui riprese erano in corso in quel momento. Questa versione della storia venne intitolata A Fuzzy Thing Happened to Me... ("Mi è successa una cosa strana..."), che venne acquistato da Coon come soggetto. Coon offrì a Gerrold la possibilità di scrivere anche la sceneggiatura, con la promessa di non darla a un altro scrittore per un mese. Ad ogni modo Coon mise in chiaro che non stava offrendo a Gerrold di venire assunto come sceneggiatore, ma gli stava offrendo la possibilità di presentare una bozza.
Gerrold completò la prima bozza di sceneggiatura in due giori e mezzo. Sia Coon che il produttore associato Robert Justman hanno fornito una risposta dopo aver letto la sceneggiatura, sottolineando alcune lacune presenti, quali la necessità di inserire nella trama uno stratagemma che sconsentisse di scoprire che Darvin era in realtà una spia Klingon. La seguente versione della sceneggiatura permetteva a Cyrano Jones di scoprire che Darvin era una spia Klingon, cosa che Coon ritenne non sufficientemente "incisiva". La sceneggiatura venne quindi riscritta in modo da far figurare i Klingon allergici agli animaletti. Sia Gerrold che Coon pensavano che l'idea fosse "banale... una stronzata... difficile da credere" e che "è già stato fatto". Coon, tuttavia, concordava con il fatto che quella fosse la direzione in cui andare. La riscrittura della sceneggiatura prese un'ulteriore settimana.

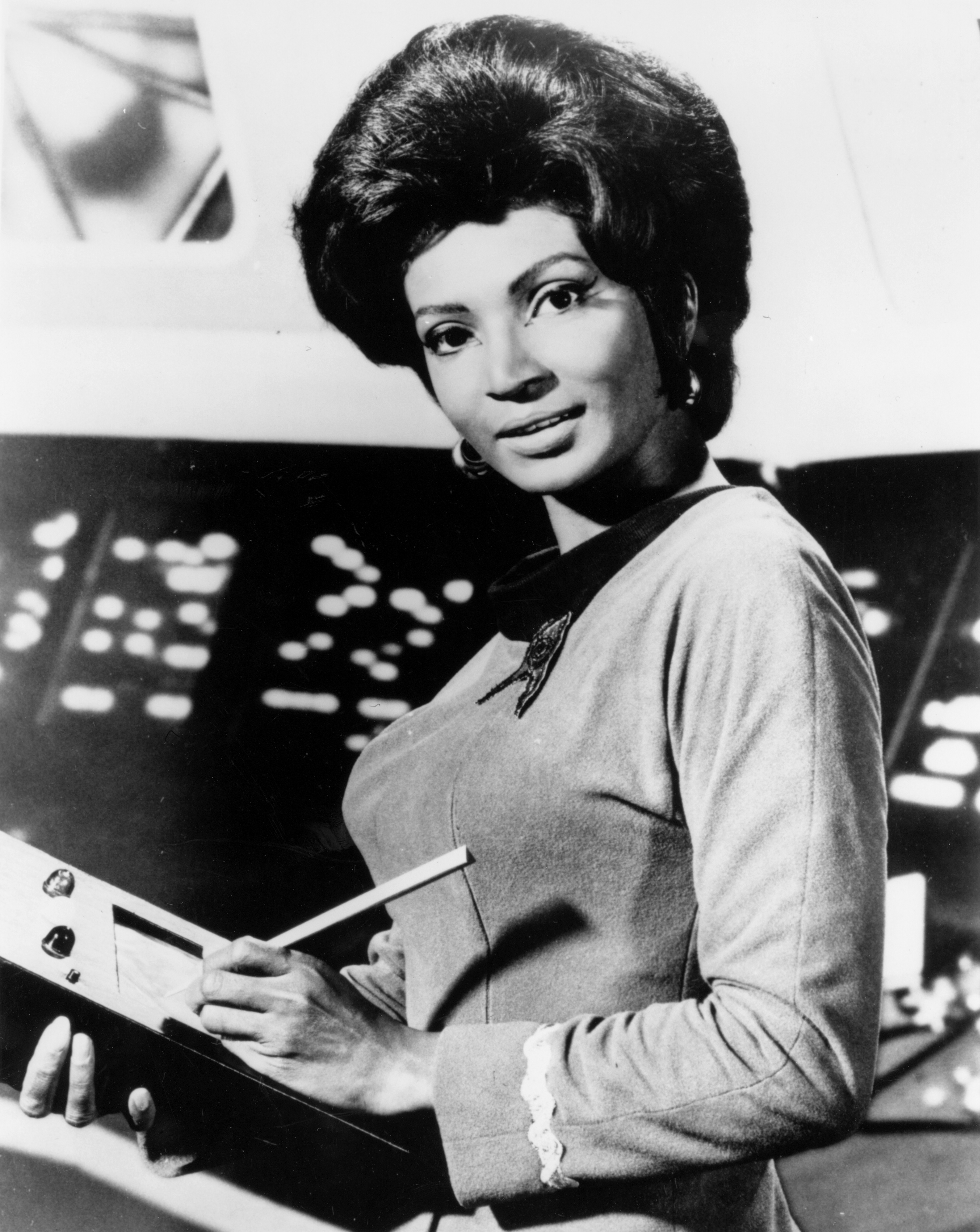
Nichelle Nichols ha affermato di non aver mai visto una sceneggiatura cambiare così tanto pur rimanendo la stessa.

Durante un'ulteriore visita del set, Gerrold venne chiamato nell'ufficio di Coon. Qui venne informato che avrebbe dovuto cambiare il nome degli animaletti, che fino ad allora chiamavano fuzzies, a causa di un problema segnalato dall'ufficio legale, dovuto a una similitudine con i protagonisti di un racconto di H. Beam Piper del 1962 intitolato appunto Little Fuzzy (ed. it. Il piccolo popolo). Conseguentemente Gerrold pensò a diverse possibili alternative dei nomi, da cui, dopo un processo di eliminazione, estrasse tribble (tradotto nel doppiaggio italiano con "triboli"). La sceneggiatura proposta da Gerrold era composta dal numero di pagine standard per la durata di un episodio, ma quando venne riscritta per la distribuzione dall'ufficio preposto, si gonfiò da 60 a 80 pagine a causa della macchina da scrivere utilizzata da Gerrold, che utilizzava una dimensione di caratteri di 12 pitch, differente da quella standard utilizzata nell'industria cinematografica e televisiva, che prevedeva 10 caratteri per pollice. Questo richiese un'ulteriore scrematura di venti pagine dalla sceneggiatura.
Tra le scene tagliate dalla sceneggiatura, vi erano: l'inseguimento dell'astronave di Cyrano Jones da parte dell'Enterprise che sarebbe dovuta entrare nella scena in cui i triboli cadevano addosso al capitano Kirk aprendo il deposito di grando. Gerrold pensò che questo ulteriore processo di riscrittura "ha rafforzato la storia e ha creato una migliore serie di gag". A proposito della riscrittura della sceneggiatura, Nichelle Nichols disse a Gerrold: "Non ho mai visto una sceneggiatura venire cambiata così tante volte e rimanere la stessa". La partecipazione di Coon alla sceneggiatura, in fatto di suggerimenti e modifiche, è tale che Gerrold pensava avrebbe dovuto accreditarlo come coautore. I produttori apprezzarono talmente il risultato che in seguito a Gerrold venne affidato il compito di riscrivere la sceneggiatura dell'episodio Io, Mudd (I, Mudd).
Durante lo sviluppo della sceneggiatura, l'azienda Kellam de Forest Research avvisò che i triboli e gli eventi raccontati nella trama ricordavano molto da vicino i flat cat, dei prolifici animaletti marziani presenti nel racconto del 1952 di Robert A. Heinlein L'invasione dei gattopiatti (The Rolling Stones), suggerendo di acquistarne i diritti. Gerrold si preoccupò di aver inavvertitamente plagiato il romanzo che aveva letto quindici anni prima. Coon telefonò ad Heinlein che, d'accordo con Gerrold, si limitò a chiedere una copia firmata della sceneggiatura e in seguito, dopo la messa in onda dell'episodio, inviò a Gerrold una nota in cui lo ringraziava per la sceneggiatura.
I ricordi di Heinlein contraddicono questa versione dei fatti. Nella sua biografia autorizzata, Heinlein afferma di essere stato chiamato da Gene Coon che gli raccontò una "storia strappalacrime" sul problema, chiedendogli di rinunciare a rivendicare la "somiglianza" con i suoi flat cat. Heinlein afferma di essersi dimostrato accondiscendente perché aveva appena affrontato una costosa causa per plagio contro Roger Corman e non voleva immischiarsi in un altro "gioco da stupidi". Quando vide la sceneggiatura vera e propria dubitò di aver fatto la cosa giusta, ma lasciò comunque perdere, pentendosi in seguito della scelta: «Se la questione fosse stata semplicemente abbandonata dopo la realizzazione dell'episodio, l'avrei ironicamente attribuita all'inesperienza, ma il 'bravo ragazzo' non la piantò lì, i triblbes (cioè i miei flat cat) sono stati sfruttati all'infinito... Beh, questa cosa mi è servita da lezione. Se oggi J. Christ mi telefonasse per questioni di lavoro, gli risponderei semplicemente: “Parla col mio agente”».
Il quadrotriticale ha dei riferimenti con il mondo reale: il grano triticale, un ibrido artificiale tra la segale e il grano duro o altre varietà del genere Triticum, era un'invenzione abbastanza recente all'epoca della realizzazione dell'episodio.

### Riprese

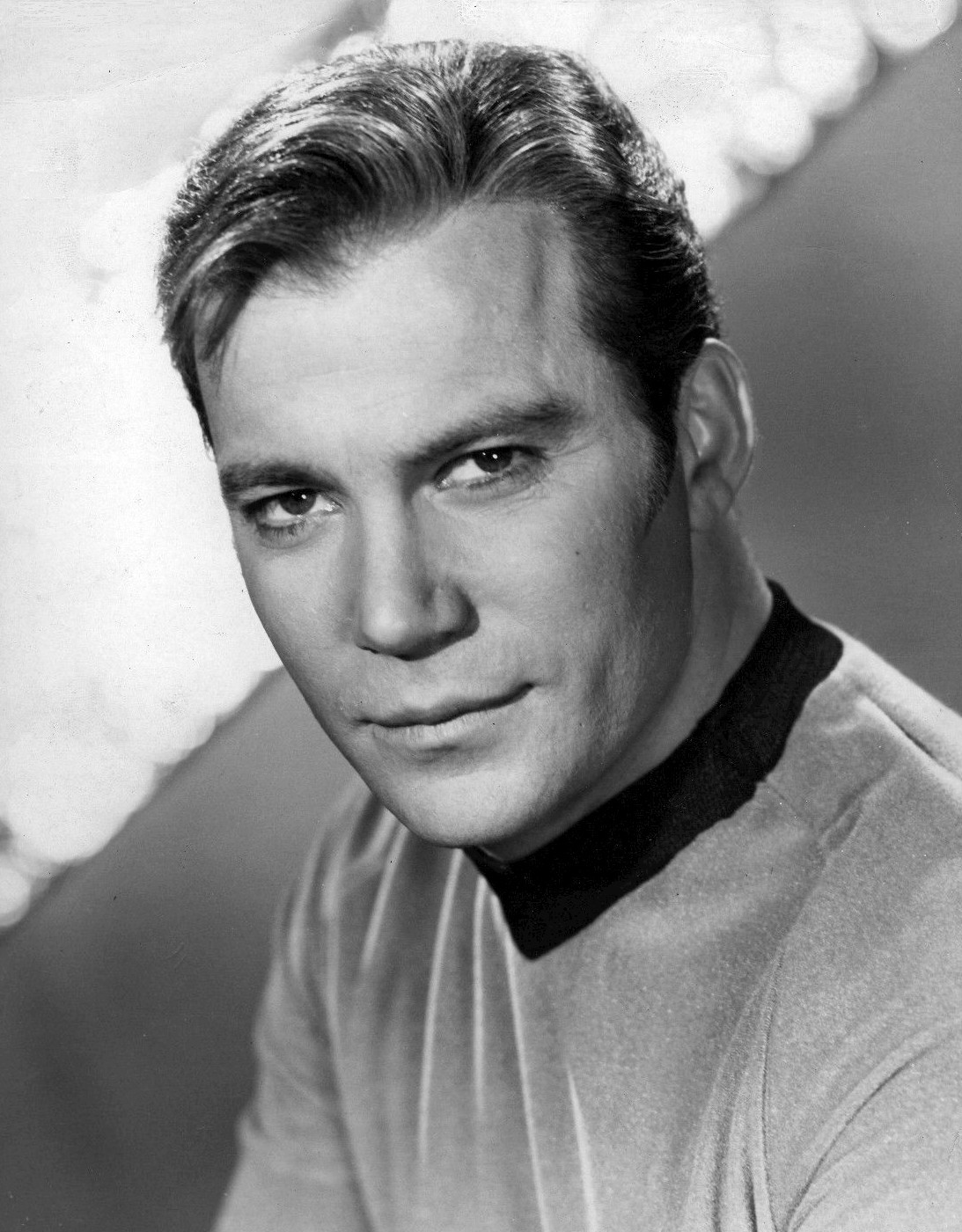
William Shatner è stato ricoperto di 500 triboli durante una scena ripetuta otto volte durante le riprese.

L'uso di animali vivi per raffigurare i triboli venne immediatamente escluso. Secondo Gerrold, l'ispirazione per la forma dei triboli venne da un portachiavi peloso posseduto da Holly Sherman. Il pianeta Sherman, citato più volte nell'episodio, prese infatti nome da lei. Il design delle creature fu di Wah Chang, ma vennero cucite una per una da Jacqueline Cumeré, che venne pagata $ 350 per cucire cinquecento triboli, assemblando pelliccia sintetica e gommapiuma.
Vennero anche costruiti sei triboli animati, utilizzando i meccanismi di cagnolini di peluche in grado di camminare, che erano anche abbastanza rumorosi, tanto da rendere necessario il doppiaggio delle scene in cui erano presenti. Altri triboli, utilizzati per essere appoggiati su una persona o un oggetto, vennero creati da Jim Rugg utilizzando un sacco a pelo, mentre i triboli che respiravano vennero costruiti utilizzando dei palloni chirurgici.  Nel 1992 alcuni di questi triboli vennero esposti al National Air and Space Museum dello Smithsonian Institution di Washington. Nel 2006 alcuni triboli utilizzati nell'episodio vennero messi all'asta da Christie's, come parte della più grande asta di materiale di Star Trek. A causa del materiale utilizzato per assemblare i triboli negli anni sessanta, pochi triboli originali sono sopravvissuti fino al 2010, perché il pelo si è staccato con il tempo e sono diventati glabri. Un tribolo originale è stato venduto all'asta nel 2003 per $ 1000.
Le riprese iniziarono durante la seconda settimana dell'agosto del 1967. Vennero costruiti tre set temporanei e una porzione di corridoio dell'Enterprise per l'uso specifico in questo episodio, ivi compreso il set del bar. Le sedie rappresentarono un problema, perché gli scenografi volevano 24 sedie coordinate e venne deciso che le sedie pieghevoli non andavano bene. John M. Dwyer ne prelevò alcune da una compagnia locale, ma la disponibilità era insufficiente, costringendo la compagnia a prelevarne dalle esposizioni di tutta la contea. Quando si trattò di riprendere la scena della scazzottata nel bar, Dwyer raccomandò al regista Joseph Pevney di non danneggiare le sedie. La scena venne girata due volte, così da permettere una seconda ripresa con camera a mano. La scena in cui il capitano Kirk viene sommerso dai triboli che fuoriescono dai silos di grano venne girata otto volte, utilizzando oltre cinquecento triboli cuciti a mano. Gerrold si aspettava che la scena sarebbe stata tagliata dal montaggio finale, dal momento che era convinto che a William Shatner non piacesse. Gerrold affermò che Shatner era "un consumato professionista e credo che non vedesse l'ora di mostrare le sue capacità comiche".
Pevney si dimostrò soddisfatto delle reprise, definendo l'episodio come "uno spettacolo delizioso dall'inizio alla fine". Oltre alla regia, Pevney si occupò anche di reperire il materiale per l'assemblaggio dei triboli e della scelta dell'attore Stanley Adams. Peveny inoltre aveva insistito per realizzare questo episodio, sostenendo che all'epoca c'era una certa resistenza per la realizzazione di un episodio comico. All'epoca questo tipo di episodi era considerato inusuale per la serie, così solo Animaletti pericolosi e Chicago anni 20 (A Piece of the Action) furono gli episodi comici realizzati per la seconda stagione della serie. Assieme a Marc Daniels, Pevney fu uno dei registi della serie originale maggiormente prolifici e diresse quattordici episodi dell'intera produzione. Il cast rispose positivamente alla sceneggiatura. Nichelle Nichols ne fu particolarmente entusiasta, perché la storia permise a Uhura di essere una donna e di portare il personaggio fuori dal ponte dell'Enterprise. Fu uno degli episodi in cui la sua parte ebbe un ruolo importante.
La stazione spaziale K-7 era basata sugli autentici progetti per una stazione spaziale della Douglas Aircraft Company.

### Cast
William Campbell era già apparso nella serie classica, nell'episodio della prima stagione Il cavaliere di Gothos (The Squire of Gothos), nel ruolo dell'alieno Trelane. In Animaletti pericolosi interpreta il capitano klingon Koloth. Gene Roddenberry avrebbe voluto far tornare il personaggio in qualcuni episodi della terza stagione, come avversario klingon ricorrente del capitano Kirk. Alcuni documenti della produzione contraddicono questa storia. Mentre Koloth ritornerà nella serie animata, l'attore William Campbell non presterà la voce al personaggio. Ritornerà a interpretare il ruolo di Koloth solamente nel 1997, per l'episodio Patto di sangue (Blood Oath) della seconda stagione della serie televisiva Star Trek: Deep Space Nine.
Al tempo del casting dell'episodio, William Schallert aveva appena terminato le riprese della sitcom della ABC The Patty Duke Show. Diceva di non essere un fan del genere e di non aver letto nulla di fantascienza almeno dal 1948. Pensava che il ruolo di Nilz Baris fosse solamente un'altra comparsata e che il ruolo del "burocrate ottuso" non fosse "il personaggio più attraente". Non ricordava più nemmeno il nome del personaggio. Ebbe modo di ricordarlo solamente quando, giunto per partecipare a una convention di Star Trek, venne chiamato Nilz Baris da alcuni fan all'entrata nella hall di un albergo vicino all'aeroporto di Los Angeles. In seguito è stato scritturato per il ruolo del musicista bajoriano Varani nell'episodio La terra promessa (Sanctuary), della seconda stagione della serie televisiva Star Trek: Deep Space Nine.
Whit Bissell, che interpreta il direttore della stazione Lurry, al tempo era noto per il ruolo del generale Heywood Kirk che interpretava nella celebre serie di fantascienza della ABC, ideata e prodotta da Irwin Allen, Kronos - Sfida al passato (The Time Tunnel). Michael Pataki, che interpreta il Klingon Korax, ritornerà per interpretare Karnas nell'episodio Guerra privata (Too Short a Season) della prima stagione della serie televisiva Star Trek: The Next Generation. Charlie Brill, che interpreta l'agente klingon infiltrato Arne Darvin, era stato in precedenza un comico di sketch in compagnia con la moglie Mitzi McCall ed era apparso ne The Ed Sullivan Show quando i Beatles vi fecero la loro prima apparizione. Brill ritornerà a interpretare la parte di Arne Darvin, nell'episodio di Star Trek: Deep Space Nine Animaletti pericolosi (Trials and Tribble-ations), tornando indietro nel tempo per modificare gli eventi dell'episodio Animaletti pericolosi della serie classica.
George Takei (Hikaru Sulu) e Majel Barrett (l'infermiera Christine Chapel), membri fissi del cast regolare della serie, non sono presenti in questo episodio. Majel Barrett, tuttavia, presta sempre la voce al computer della nave.

## Distribuzione

### Trasmissione
Animaletti pericolosi è stato trasmesso per la prima volta negli Stati Uniti sul canale televisivo NBC il 29 dicembre 1967. In Italia l'episodio è stato trasmesso per la prima volta il 17 novembre 1981 su Telemontecarlo.

### Home video
L'edizione in formato Blu-ray della serie classica rimasterizzata pubblicata nel 2012 dalla CBS Home Video e disponibile in più lingue, tra cui l'italiano, ha dedicato l'intero quarto disco del cofanetto della seconda stagione all'episodio Animaletti pericolosi. Il disco contiene, oltre all'episodio originale rimasterizzato in due versioni, con gli effetti speciali originali e con gli effetti speciali rimasterizzati, la versione con i commenti dello staff, l'episodio Animaletti pericolosi (More Tribbles, More Troubles) della serie animata Star Trek, l'episodio Animaletti pericolosi (Trials and Tribble-ations) della serie televisiva Star Trek: Deep Space Nine, lo speciale Animaletti pericolosi: l'unione di due leggende e lo speciale Animaletti pericolosi: un'impresa storica.

## Accoglienza

### Pubblico
La reazione iniziale dei fan è stata inizialmente incerta, ma l'episodio ben si adattava al pubblico di massa. Questo effetto è stato più tardi spiegato nel 2012 da Jordon Hoffman sul sito ufficiale di Star Trek, quando ha descritto Animaletti pericolosi come "molto probabilmente il primo episodio di Star Trek che abbiate visto". L'episodio è entrato nella cultura popolare come il più popolare al di fuori della comunità di Star Trek.

### Critica
The New York Times descrive la scena con Kirk e i triboli nei silos di grano come uno dei "momenti più ricordati" della serie. Il Time classifica Animaletti pericolosi come il sesto miglior momento di Star Trek. IGN lo classifica come il quinto miglior episodio della serie classica, mentre TechRepublic lo classifica come miglior quarto. The A.V. Club include Animaletti pericolosi in una lista di dieci episodi da vedere, e USA Today lo classifica come terzo miglior episodio. Nel 1998 Animaletti pericolosi è stato classificato come l'ottavo momento cult di tutti i tempi da The Times. In una lista di 100 episodi dell'intero franchise di Star Trek, Animaletti pericolosi è stato classificato al sesto posto da Charlie Jane Anders di Gizmodo.
Michele Erica Green ne ha scritto nel marzo 2006 per TrekNation, affermando che l'episodio sia datato, ma trovandolo "divertente come non mai". Pensava inoltre che le battute di Scotty fossero "indimenticabili" e i bisticci tra McCoy e Spock fossero "impagabili".
Nel luglio del 2009, una recensione di Zack Handlen per The A.V. Club ha dato all'episodio un punteggio di grado A. Cyrano Jones era il personaggio meno apprezzato da Handlen, ma, a eccezione di questo, lo considerava una delle miglior sceneggiature della serie classica. Sosteneva inoltre che, a dispetto della mancanza di un reale senso del pericolo, la trama ha buon gusto e ha elogiato il ruolo di Kirk, affermando: "L'episodio si sviluppa mostrando un Kirk che ha costantemente a che fare con qualcosa con cui non vorrebbe davvero aver a che fare ed è sorprendentemente divertente vederlo lamentarsi con Spock." Sempre nel 2009 il Time ha classificato l'episodio Animaletti pericolosi come uno tra i dieci miglior momenti di Star Trek, comprese tutte le serie e i film prodotti fino a quel momento.
Nell'aprile 2010 Eugene Myers e Torie Atkinson hanno recensito l'episodio per Tor.com, descrivendolo come "tranquillamente il miglior episodio dell'intera serie originale (se non di tutto il franchise)". Lo hanno inoltre descritto come "l'episodio perfetto" ed entrambi gli hanno assegnato il massimo punteggio di sei su sei. Nel 2011 Gizmodo lo ha classificato al sesto posto tra tutti gli episodi di Star Trek, comprese le ultime serie fino a quell'anno.
Nel 2012 Zack Handlen ha segnalato per The A.V. Club questo episodio come uno dei dieci miglior episodi "da vedere assolutamente" della serie classica. Lo stesso anno The Christian Science Monitor ha classificato questo come il quarto miglior episodio della serie televisiva Star Trek.
Nel 2013 The Hollywood Reporter ha classificato Kirk sepolto dai triboli come uno dei 15 momenti chiave della serie originale, sottolineando che "l'immagine di Kirk sommerso da un mucchio di palle di pelo ha solidificato Animaletti pericolosi nel lessico della cultura popolare". Nello stesso anno Wired ha classificato l'episodio tra i migliori dieci della serie originale.
Nel 2015 lo stesso Wired, nella sua guida al binge-watching della serie classica, ha raccomandato di non saltare la visione di questo episodio. Lo stesso anno la New York Public Library ha definito le scene con Spock in questo episodio come le sei migliori scene di Spock nella serie. Sempre nel 2015 l'episodio è stato inserito da Geek.com nella lista dei 35 momenti migliori di Star Trek, inserendo la scena di Kirk sommerso dai triboli il ventinovesimo miglior momento di Star Trek in assoluto.
Nel 2016 è ricorso il cinquantesimo anniversario della prima messa in onda della serie classica di Star Trek, il che ha spinto molta stampa a offrire recensioni dei migliori episodi del telefilm, ivi inclusa TV Guide, che lo ha classificato come il quinto miglior episodio della serie. Nella stessa occasione Business Insider ha classificato Animaletti pericolosi il terzo miglior episodio della serie. Newsweek ha classificato Animaletti pericolosi uno dei migliori episodi della serie classica. IGN ha classificato l'episodio quinto tra i migliori dieci episodi della serie classica, classificandolo nono miglior episodio di tutto lo Star Trek prima di Star Trek: Discovery. La rivista britannica Empire ha classificato Animaletti pericolosi all'ottavo posto nella lista dei 50 miglior episodi dell'intero franchise di Star Trek. Già all'epoca erano stati realizzati almeno 726 episodi delle serie ufficiali e una dozzina di film. Vox ha classificato l'episodio tra i 25 essenziali di tutto Star Trek. Radio Times ha definito l'episodio come quello con il tredicesimo miglior momento di tutto Star Trek, indicando diverse scene, ma soprattutto quella in cui Kirk è sepolto sotto un cumulo di triboli.
Nel 2017 Space.com ha classificato Animaletti pericolosi secondo miglior episodio tra tutti quelli del franchise di Star Trek, ivi compresi quelli della serie Star Trek: Discovery. Nello stesso anno Radio Times ha classificato questo episodio al quarto posto dei migliori episodi di Star Trek, consigliandone la visione specialmente a chi non ha familiarità con il franchise. Business Insider ha classificato Animaletti pericolosi terzo miglior episodio della serie classica, mentre Vulture lo ha classificato come uno dei miglior episodi della serie originale, evidenziandone gli aspetti comici.
Nel 2018 Collider ha classificato l'episodio come quinto migliore tra gli episodi della serie classica, mentre PopMatters lo ha classificato al dodicesimo posto, sempre tra i miglior episodi della serie originale. Una guida al binge-watching di Star Trek del sito Den of Geek, ha raccomandato la visione di questo episodio come uno dei migliori della serie classica.
Nel 2019 Comic Book Resources ha classificato questo episodio come uno degli otto episodi più memorabili della serie originale di Star Trek, mentre Screen Rant lo ha classificato come nono miglior episodio di tutte le serie di Star Trek prodotte fino ad allora.

## Sequel e prequel
L'episodio gode di due sequel, ambedue intitolati anch'essi Animaletti pericolosi nella trasmissione italiana, realizzati per la prima stagione della serie televisiva animata Star Trek e per la quinta stagione della serie televisiva Star Trek: Deep Space Nine, quest'ultimo realizzato per celebrare il trentennale del franchise.

### Serie animata:Animaletti pericolosi

#### Trama
Mentre l'astronave Enterprise sta scortando due navi robot cargo che trasportano quintotriticale, un nuovo tipo di grano, verso il pianeta di Sherman colpito dalla carestia, incontra un incrociatore Klingon, comandato dal capitano Koloth, che attacca una nave da ricognizione della Federazione. L'Enterprise ne teletrasporta il pilota a bordo. I Klingon utilizzano un nuovo tipo di arma, un raggio di energia che immobilizza le astronavi avversarie che vengono colpite, e chiedono che gli venga dato il pilota. Il primo ufficiale Spock ipotizza che una simile arma assorba tutta l'energia dell'astronave Klingon e il tenente Uhura si accorge che nessuna delle due navi cargo sono state colpite. Il capitano Kirk modifica la rotta delle navi cargo per speronare l'incrociatore Klingon. Privi di energia, i Klingon sono costretti a fuggire, ma solo dopo aver danneggiato una delle navi mercantili. Il grano deve essere così caricato sull'Enterprise, ma, poiché la stiva della nave non ha spazio a sufficienza, il grano dev'essere stivato sui ponti della nave.
Il pilota della nave della federazione è Cyrano Jones, un commerciante interstellare che Kirk conosce molto bene. Ha completato il compito affidatogli dal capitano Kirk di ripulire la stazione spaziale K-7 dai triboli che l'avevano invasa, utilizzando un glommer, che Jones afferma essere l'unico predatore naturale che si ciba di triboli. Jones commercia ora in triboli "sicuri", geneticamente modificati e sterili: anziché riprodursi senza limiti quando mangiano il grano, ora crescono di dimensioni. Quando i Klingon ritornaro attaccando di nuovo, disabilitano i motori del cargo rimasto e immergono l'Enterprise in una radiazione che contamina i triboli aumentandone smisuratamente la dimensione. Kirk rifiuta ancora di dare Jones ai Klingon, apparentemente perché si tratta di un cittadino della Federazione, ma in realtà perché sospetta che i Klingon non avrebbero violato lo spazio della Federazione a meno che Jones non fosse di grande valore per loro. I Klingon usano di nuovo la loro nuova arma, al che Kirk risponde facendo teletrasportare i triboli sulla loro nave.
Ora che si trova in svantaggio, Koloth è costretto ad ammettere che i pianeti dell'Impero Klingon sono stati invasi dai triboli venduti da Jones. Il glommer, che è stato in realtà creato dai Klingon tramite l'ingegneria genetica e rubato da Jones, è la loro unica speranza di tenerne sotto controllo la proliferazione. Kirk restituisce l'animale, ma gli enormi triboli lo spaventano. Koloth ordina al suo primo ufficiale di sparare al grande tribolo, così facendo però libera inavvertitamente quelli più piccoli all'interno. Il dottor McCoy, avendo scoperto in anticipo che i grandi triboli sono in realtà colonie di triboli di dimensioni standard, inietta ai triboli rimasti sull'Enterprise un siero che ne rallenta il tasso metabolico.

#### Produzione
Animaletti pericolosi era stato originalmente concepito per avere un seguito nella terza stagione della serie classica, ma dopo che Gene Roddenberry si ritirò dalla produzione della serie e dopo un cambio di fascia oraria e ulteriori tagli al budget, l'idea venne abbandonata.
Nel 1973, grazie al tempo trascorso assieme partecipando alle convention di Star Trek, Gerrold e D.C. Fontana erano diventati amici. Gerrold aveva sentito parlare della serie animata e si era offerto di scrivere un episodio. D.C. Fontana gli rispose di volere il seguito di Animaletti pericolosi tagliato dalla terza stagione della serie televisiva. Questo episodio venne così intitolato More Tribbles, More Troubles (distribuito in italiano con il titolo Animaletti pericolosi) L'episodio introduce il predatore naturale dei triboli e i triboli geneticamente modificati che, quando mangiano, anziché riprodursi copiosamente, crescono a dismisura.
Così come per l'altro suo episodio della serie animata, Il comandante Bem (Bem), Gerrold ha affermato che nemmeno per Animaletti pericolosi è stato tagliato quasi nulla delle sceneggiature originali scritte per la terza stagione della serie classica. L'animazione della serie è stata eseguita velocemente e quindi tutto quanto veniva scritto rientrava nei tempi, nonostante la durata ridotta degli episodi.
Entrambi gli episodi scritti da Gerrold per la serie animata, per i quali Gerrold ha affermato di essere convinto di aver fatto "un buon lavoro", sono stati in seguito romanzati da Alan Dean Foster.

### Deep Space Nine:Animaletti pericolosi

#### Trama
Il capitano Benjamin Sisko viene contattato da Dulmur e Luclsy, due agenti del Dipartimento Indagini Temporali, giunti su Deep Space Nine per investigare su di un recente viaggio nel tempo attuato da Sisko e dal suo equipaggio. Sisko racconta così agli agenti come sono andate le cose. In un flashback Sisko, Kyra, Odo, Jadzia Dax, Julian Bashir, Miles O'Brien e Worf si recano su Cardassia Primo a bordo della Defiant con la missione di recuperare un Cristallo del Tempo che il governo cardassiano ha deciso di restituire a Bajor. Nel contempo danno un passaggio a Barry Waddle, un mercante terrestre rimasto a lungo su Cardassia e desideroso di ritornare nella Federazione.
Durante il viaggio però la Defiant viene scaraventata indietro nel tempo e a 200 anni luce di distanza, trovandosi in prossimità della stazione spaziale K-7 mentre vi è ormeggiata l'Enterprise capitanata da James T. Kirk durante la missione di trasporto del grano quadrotitticale. L'equipaggio della Defiant scopre così che ad azionare il Cristallo del Tempo è stato Waddle, in realtà Arne Darvin, un Klingon alterato chirurgicamente per sembrare un umano e infiltrarsi nella Flotta Stellare, che aveva avvelenato il grano all'epoca di Kirk ed era stato da questi scoperto, cosa che aveva rovinato la sua carriera e cambiato la sua vita. Darvin è tornato indietro nel tempo per alterare la linea temporale, in modo che Kirk non scopra che egli è in realtà un Klingon.
Sisko, Dax, O'Brien, Bashir, Odo e Worf, formati gruppi di due e indossate uniformi dell'epoca, si fanno teletrasportare a bordo dell'Enterprise e della stazione spaziale K-7 per individuare e catturare Darvin così da riportarlo avanti nel tempo e impedire di uccidere Kirk, ma, una volta catturato, scoprono che ha inserito una bomba in un tribolo per farlo detonare alla presenza di Kirk e ucciderlo prima che egli possa scoprire la vera natura di Darvin.
Il gruppo, a esclusione di Worf che, in quanto Klingon, non può venire in contatto con i triboli, ritorna a bordo dell'astronave di Kirk e sulla stazione spaziale per individuare la bomba e disinnescarla. Sisko e Dax la individuano poco prima che esploda nel silos di grano aperto da Kirk e la fanno teletrasportare nello spazio dove esplode. Ritornati sulla Defiant riescono a tornare avanti nel tempo e raggiungere la stazione spaziale Deep Space Nine.
Terminato l'interrogatorio di Dulmur e Lucsly, i due ripartono soddisfatti che la linea temporale non sia stata alterata, senza scoprire che l'equipaggio della Defiant aveva riportato dalla stazione spaziale K-7 alcuni triboli che ora, riproducendosi a dismisura, hanno invaso la passeggiata della stazione Deep Space Nine.

#### Produzione

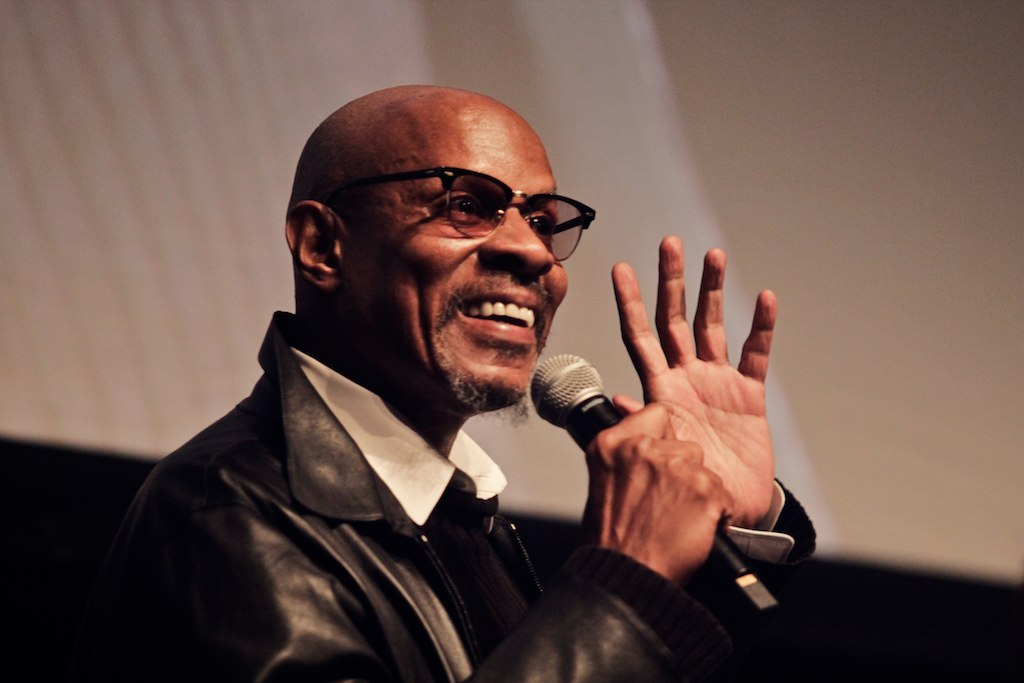
Avery Brooks è stato inserito digitalmente nei filmati dell'episodio originale.

Per celebrare il trentesimo anniversario di Star Trek, nel 1996 i produttori di Star Trek: Voyager e Star Trek: Deep Space Nine hanno deciso di incorporare elementi della serie originale in un episodio di entrambe le serie. L'omaggio di Deep Space Nine, intitolato Animaletti pericolosi (Trials and Tribble-ations) vede l'equipaggio della stazione spaziale Deep Space Nine viaggiare indietro nel tempo fino agli eventi dell'episodio della serie classica Animaletti pericolosi, inserendo digitalmente gli attori di Star Trek: Deep Space Nine in diciannove scene dell'episodio degli anni sessanta. Charlie Brill ritorna nel ruolo di Arne Darvin nelle nuove scene ambientate nell'epoca di Star Trek: Deep Space Nine.
All'avvicinarsi della data del trentesimo anniversario, a Gerrold arrivarono voci in merito a un sequel con protagonisti i triboli in lavorazione, ma il produttore Rick Berman negò la cosa. Secondo un'intervista de The New York Times, lui avrebbe telefonato a Berman un'ultima volta per chiedere che cosa stesse accadendo, e questi non avrebbe voluto dire che nulla sapeva del sequel, così da non mettere in imbarazzo nessuno se la cosa sarebbe andata in porto. Gerrold suggerì allora che un riconoscimento al creatore dei triboli sarebbe andato bene e chiese se poteva essere inserito nella produzione. Gerrold così apparve nell'episodio nel cameo di un ufficiale dell'Enterprise. Mentre Gerrold era sul set, ha anche fornito consigli al regista Jonathan West in merito all'integrazione di scene dall'episodio originale. Gerrold in seguito affermò che l'episodio "si è rivelato bellissimo. Penso che sia stato il miglior episodio di Deep Space Nine di sempre e forse il miglior episodio di Star Trek dopo la serie originale".
L'episodio è stato candidato a tre Emmy e, così come accaduto anche all'episodio originale, al Hugo come Miglior rappresentazione drammatica.

### Short Treks:The Trouble with Edward
Il cortometraggio The Trouble with Edward, della serie antologica Star Trek: Short Treks, diretto da Daniel Gray Longino e scritto da Graham Wagner, cita il celebre episodio della serie classica, oltre a rappresentare una delle tre anticipazioni della serie televisiva Star Trek: Strange New Worlds (le altre due sono rappresentate dagli episodi Q&A e Ask Not).
Nel cortometraggio, l'ufficiale scientifico Edward Larkin, a bordo della USS Cabot, cerca di risolvere il problema della carenza di cibo di un pianeta aggiungendo DNA umano ai triboli contro gli ordini del suo capitano, creando così una specie mutante che nasce già incinta e si riproduce a ritmo esponenziale. La Cabot viene invasa e Larkin muore scegliendo di rimanere a bordo mentre il resto dell'equipaggio scappa.

## Citazioni e omaggi

### Cinema e televisione
I triboli si sono visti in altri episodi o film di Star Trek e sono stati omaggiati o parodiati in svariati episodi di altre serie televisive.
- Dei triboli sono presenti sul tavolino di un bar, quando il dottor McCoy cerca un trasporto per il pianeta Genesis, all'inizio del film del 1984 Star Trek III - Alla ricerca di Spock (Star Trek III: The Search for Spock), diretto da Leonard Nimoy.
- I triboli sono presenti anche nei film di J.J. Abrams della linea temporale alternativa, Star Trek (2009) e Into Darkness - Star Trek (Star Trek Into Darkness, 2013).[75][113] Durante una visita sul set di Star Trek, Abrams confessò a Gerrold che i triboli furono fatti "intrufolare" deliberatamente nella scena.[107] I triboli appaiono nella scena in cui Kirk (Chris Pine) e Spock (Leonard Nimoy) incontrano Scott (Simon Pegg) sulla luna di Vulcano.[114]
- Animaletti pericolosi è stato inoltre re-immaginato in questa linea temporale alternativa all'interno della serie di fumetti pubblicata dalla IDW Publishing, nell'episodio intitolato The Truth About Tribbles.[3][115]
- Nel 2003 i triboli compaiono nel ventunesimo episodio della seconda stagione della serie televisiva Star Trek: Enterprise Il recupero (The Breach), dove vengono utilizzati dal Dottor Phlox (John Billingsley) come cibo per i suoi animali in infermeria.[116]
- Gerrold ha contestato l'utilizzo dei triboli in un episodio ambientato nella serie classica della serie di fan film Star Trek: New Voyages.[107] The Protracted Man contiene spunti tratti dalle sue sceneggiature per la serie classica e la sua sceneggiatura dell'episodio Blood and Fire, scritto per la serie televisiva Star Trek: The Next Generation, ma mai realizzato, è divenuto un episodio di New Voyages.[40]
- Nella seconda stagione della serie televisiva animata Futurama i triboli vengono parodiati nell'episodio Il cibo parlante (The Problem with Popplers), che contiene anche diverse prese in giro dell'universo di Star Trek, compreso un riferimento ai "Roddenberries" e il personaggio di Zapp Brannigan che rappresenta una parodia del capitano Kirk.[117]
- I parassiti presenti nell'episodio La visita di Princess Celestia (Swarm of the Century) della prima stagione della serie televisiva animata My Little Pony - L'amicizia è magica (My Little Pony: Friendship Is Magic) sono anch'essi in parte ispirati ai triboli di Animaletti pericolosi.[118]

### Videogiochi
- Nel videogioco del 2003 Star Wars: Knights of the Old Republic, l'altronave del giocatore viene infestata da una specie aliena simile a rane chiamata Gizka, chidendo al giocatore di ricevere la missione "The Trouble with Gizka" così da potersi liberare dall'infestazione.

### Altro

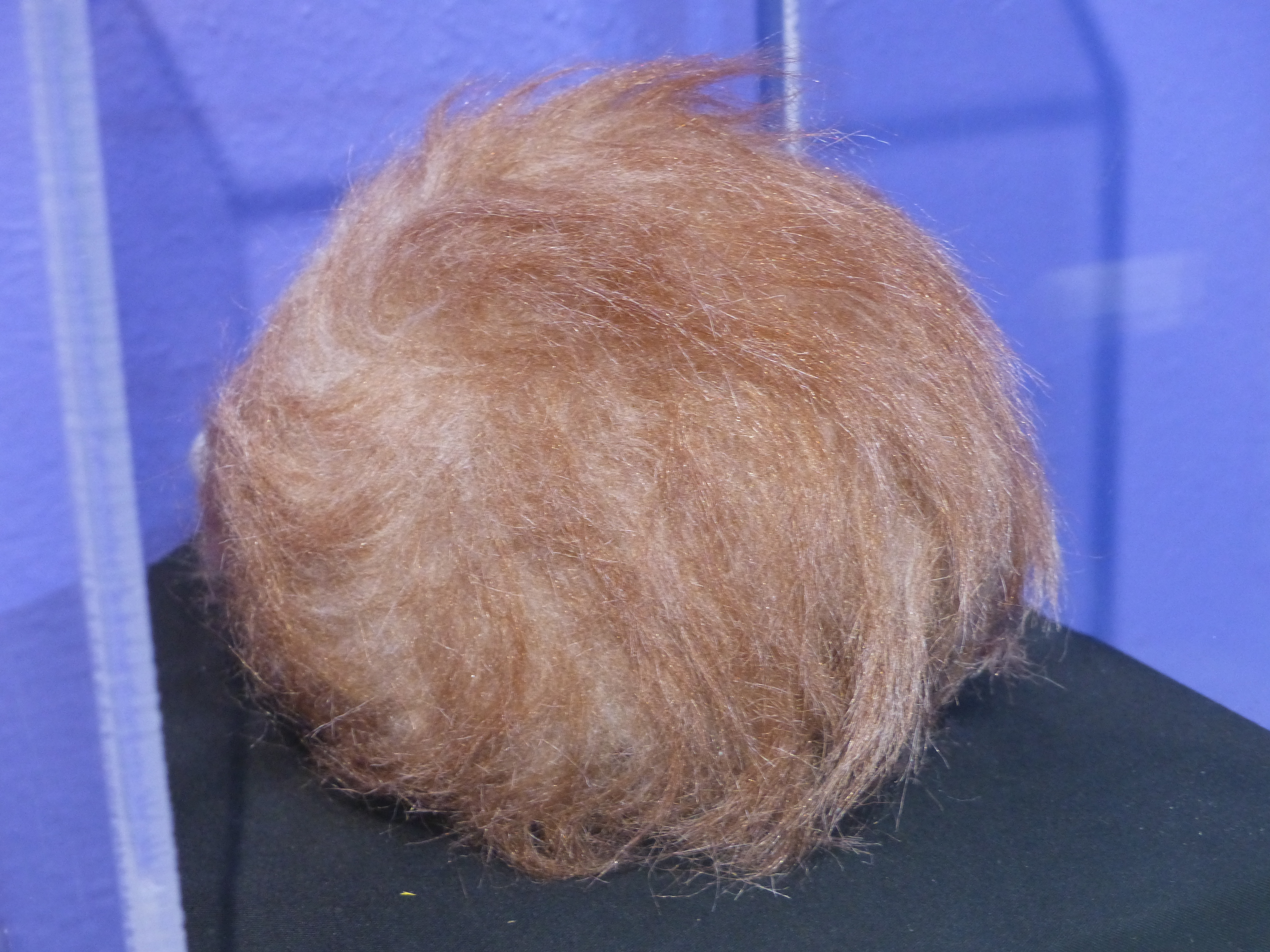
Un "tribolo" esposto al New Mexico Museum of Space History.

- Nel 2000 un gene che blocca la divisione delle cellule nella Drosophila, la mosca della frutta, è stato chiamato tribbles, a causa di come appaiono le piccole e lanugginose cellule mutate in questo gene. Un articolo descrive come alla scoperta sia stato dato questo nome.
- Negli esseri umani ci sono tre protein-chinasi il cui nome è un omaggio ai tribbles: TRIB1, TRIB2 e TRIB3.[119]
- Nel 2013 è circolato un meme di Internet contenente un fotogramma di Animaletti pericolosi con la faccia di Paul McCartney sovrapposta a quella de capitano Kirk circondato dai triboli, accompagnato dalla battuta: "Yesterday: All my tribbles seemed so far away",[N 5] parodiando la canzone dei Beatles firmata da McCartney Yesterday. Il cantante Bob Robertson ha trasformato il meme in una parodia completa della canzone, dopo averlo visto postato da George Takei.[120][121]
- Un "tribolo" è esposto al New Mexico Museum of Space History.

## Merchandising
- David Gerrold ha pubblicato un libro in cui descrive la sua esperienza nella creazione di Animaletti pericolosi. Il libro si intitola The Trouble with Tribbles. The Birth, Sale and Final Production of One Episode ed è stato pubblicato nel 1973 dalla casa editrice BenBalla Books.[122] Il libro è stato apprezzato dal cast di Star Trek ed è stato utilizzato come libro di testo nell'insegnamento della sceneggiatura.[29]
- L'episodio è stato romanzato in un libro per ragazzi intitolato Too Many Tribbles!, pubblicato nella collana Little Golden Books, con il contenuto adattato per un pubblico più giovane.
- Molte repliche dei triboli sono state prodotte nel corso degli anni,[43][123] le più recenti realizzate nel 2013 dalla QMx.[124]
- Nel 1986 una placca commemorativa dell'episodio, realizzata da Susie Morton, è stata commercializzata come parte di otto placche commemorative per la serie Star Trek: The Commemorative Collection in 1986. Mostra l'immagine di Kirk coperto di triboli sotto il silos della stazione spaziale K-7.[125]
- Nel 2000 è stata lanciata la prima espansione del gioco di ruolo Star Trek Customizable Card Game. Tale espansione è stata intitolata The Trouble with Tribbles ed è basata sull'episodio della serie classica Animaletti pericolosi e il correlato episodio di Star Trek: Deep Space Nine. In questa espansione è stato introdotto anche il gioco Tribbles, che utilizza solamente carte associate ai triboli.[126]
- Nel 2010 Justin Ishmael ha creato per Justin Ishmael per un negozio all'interno dell'Alamo Drafthouse Cinema di Austin, in Texas, due locandine per l'episodio in cui appaiono Uhura e Spock che vengono lentamente coperti dai triboli. Questi poster furono la continuazione di un lavoro iniziato con le locandine create per l'episodio Spazio profondo (Space Seed).[127]
- In seguito Juan Ortiz ha creato un otto poster in stile anni sessanta per altrettanti episodi di Star Trek. Il poster di Animaletti pericolosi mostra le gondole di curvatura dell'Enterprise da cui fuoriescono triboli che si riproducono creando una nuvola dietro l'astronave.[128]
- La casa di giocattoli statunitense Mego (distribuita originalmente in Italia dalla Harbert, dalla Polistil e dalla GiG), celebre negli anni settanta per le sue action figure da 8" di supererori Marvel e D.C. e di personaggi di film e telefilm, tra cui quelli della serie classica di Star Trek e del film Star Trek: The Motion Picture, risorta nel 2018, ha realizzato nel 2019,[N 6] all'interno della Wave Six, per la propria nuova linea di Star Trek, le action figure di Kirk e Spock tratte da questo episodio e complete di triboli.[129][130]

## Riconoscimenti
- Premio Hugo
  - 1968 - Candidatura alla miglior rappresentazione drammatica.[131]